# 辻智彦
辻 智彦（つじ ともひこ）は、日本の撮影監督。日本映画撮影監督協会（J.S.C.）所属。

## 主な撮影作品

### 映画
- すきなんやこの町がパート2～神戸・震災から6年～ （2001年） - ドキュメンタリー
- 日本心中 針生一郎・日本を丸ごと抱え込んでしまった男。 （2002年）
- シャボン玉エレジー （2004年）
- 完全なる飼育 赤い殺意 （2004年）
- 17歳の風景 少年は何を見たのか （2005年）
- 9.11-8.15 日本心中 （2006年）
- 実録・連合赤軍 あさま山荘への道程 （2008年）
- 半身反義 （2008年）
- キャタピラー （2010年）
- ロストパラダイス・イン・トーキョー （2010年）
- 天皇ごっこ 見沢知廉・たった一人の革命 （2011年） - 兼編集・ドキュメンタリー
- ライフ・イズ・デッド （2012年）
- 海燕ホテル・ブルー （2012年）
- 11・25自決の日 三島由紀夫と若者たち （2012年）
- 千年の愉楽 （2013年）
- だれかの木琴（2016年）
- 止められるか、俺たちを（2018年）
- タロウのバカ（2019年）
- MOTHER マザー（2020年）
- 私のはなし 部落のはなし（2022年）

### テレビドラマ
- 人間昆虫記 （2011年7月30日 - 、WOWOW）[2]

## 受賞歴
- 2002年 第11回JSC賞：審査員特別賞『日本心中』[3]
- 2008年 第63回毎日映画コンクール：撮影賞『実録・連合赤軍 あさま山荘への道程』[4]
- 2008年 第52回三浦賞：『実録・連合赤軍 あさま山荘への道程』[3]
- 2011年 おおさかシネマフェスティバル：撮影賞『キャタピラー』